# Société post-conflit
- Guerres majeures, plus de 10 000 morts par an
- Guerres et conflits, entre 1 000 et 10 000 morts par an
- Conflits mineurs, entre 100 et 1 000 morts par an
- Escarmouches et affrontements sporadiques, moins de 100 morts par an

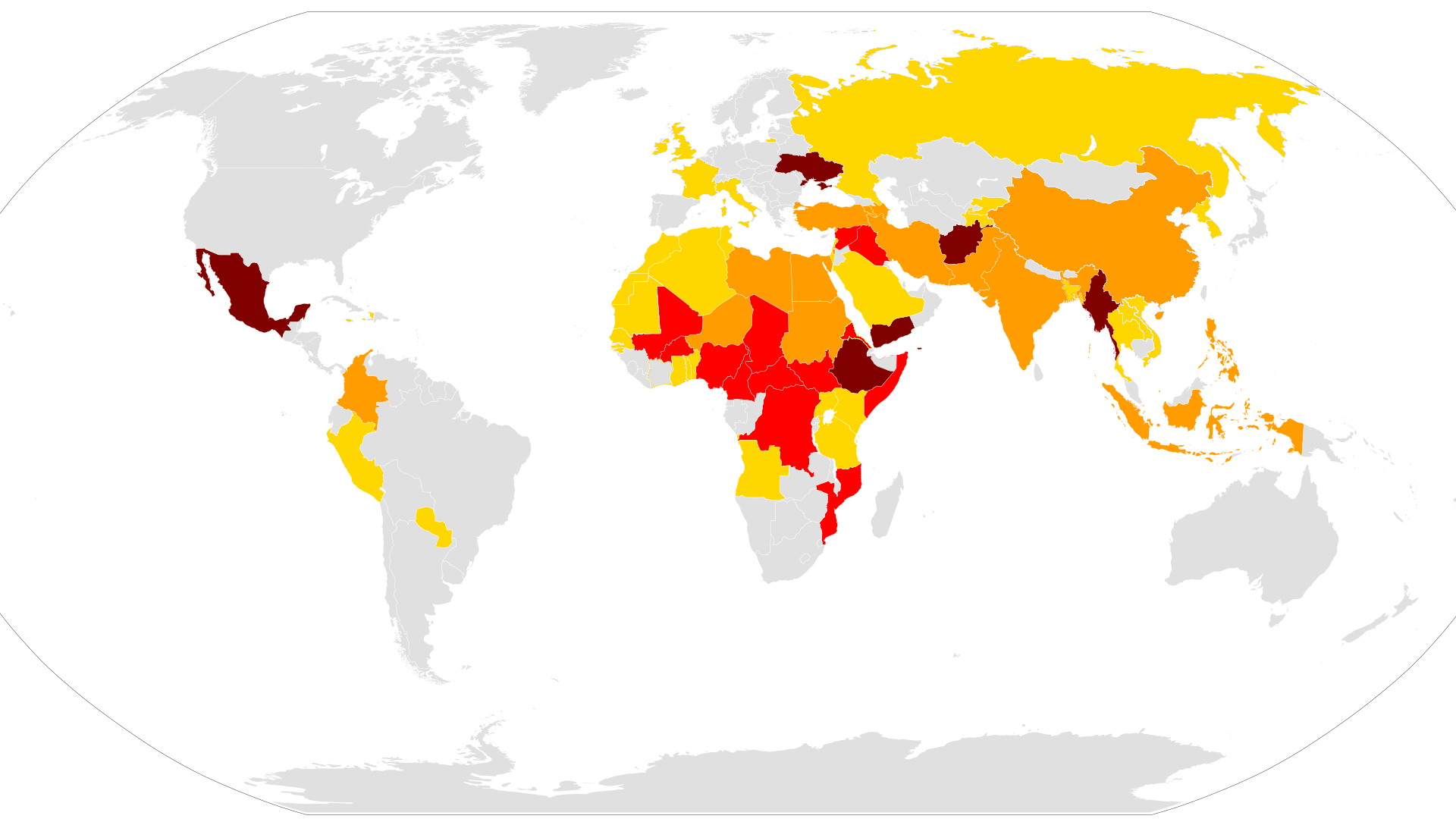
Guerres et conflits en cours en 2022 :
----
Guerres majeures, plus de 10000 morts par an
Guerres et conflits, entre 1000 morts par an
Conflits mineurs, entre 100 morts par an
Escarmouches et affrontements sporadiques, moins de 100 morts par an

Une société post-conflit est une société qui traverse une période de transition après une guerre. Dans un contexte où les populations ont été victimes de violences physiques et psychiques, de déplacements forcés, où des infrastructures ont été détruites, où les institutions publiques ont perdu de leur crédibilité, et où l’économie est en crise, ces sociétés fragilisées sont confrontées à des tâches particulièrement difficiles. Certains thèmes sont récurrents dans les études sur les sociétés post-conflit : le traitement des souffrances et émotions post-conflit ; la mise en place d'une justice transitionnelle ; le renforcement de l'État. 
Le redressement du pays nécessite souvent une aide étrangère, mais cette aide produit aussi des effets pervers en modifiant des équilibres internes de la société post-conflit.
Le concept de « société post-conflit » s'est diffusé à la faveur d'un intérêt croissant de la part des institutions internationales pour les efforts de reconstruction après des conflits armés,. 

## Concept

### Définition
La situation post-conflit suit un accord de paix. Elle est définie comme l’intervalle « de la guerre à la paix, de l’urgence au développement », ou encore comme une période d'établissement de la démocratie. 
Certaines études soulignent le caractère inadapté, dans certains cas de figure, de la division tranchée entre conflit et post-conflit. « Les frontières entre la guerre et la paix sont souvent floues », écrit le spécialiste de géographie humaine Jonas Lindberg, la paix peut être partielle, et l'insécurité peut demeurer après la guerre en prenant de nouvelles formes. Il arrive parfois que des pays connaissent des situations de « ni guerre, ni paix ». L'opposition entre conflit et post-conflit paraît discutable également aux yeux de certains analystes parce qu'une situation sociale observée au début de la période de paix peut avoir été produite pendant la guerre.

### Intérêt symbolique
La notion de « post-conflit » engage une identification des agresseurs et des victimes et présente à ce titre, pour les acteurs locaux, un intérêt symbolique. Les États vainqueurs essaient d'effacer les traces de leur violence antérieure et de minimiser la réalité d'une situation « post-conflit », tandis qu'au contraire les populations civiles victimes de violences armées se saisissent du concept pour mettre en lumière les conséquences désastreuses d'une guerre.

## Émotions post-conflit et réconciliation
De très nombreuses études en sciences sociales sont consacrées au traitement des souffrances psychiques des populations après la guerre. Dans les sociétés post-conflit, ou post-traumatiques, les émotions provoquées par les violences entre groupes donnent lieu à du ressentiment, à un désir de vengeance, qui peuvent faire obstacle à la réconciliation. Les études reconnaissent la légitimité morale de la colère et le caractère sain de la révolte dans certains cas.
Le sociologue John David Brewer (en), critique à l'égard des approches religieuses de la question, qui mettent en avant la foi et le pardon, propose le concept laïque de « guérison sociétale », ou de « réparation civique », qui suppose de traiter les émotions post-conflit à un niveau social et politique. Le but devrait être selon lui, pour les membres d'une société, de se réconcilier avec le passé, d'accepter des vérités historiques et de s'accorder à leur sujet.

## Justice transitionnelle

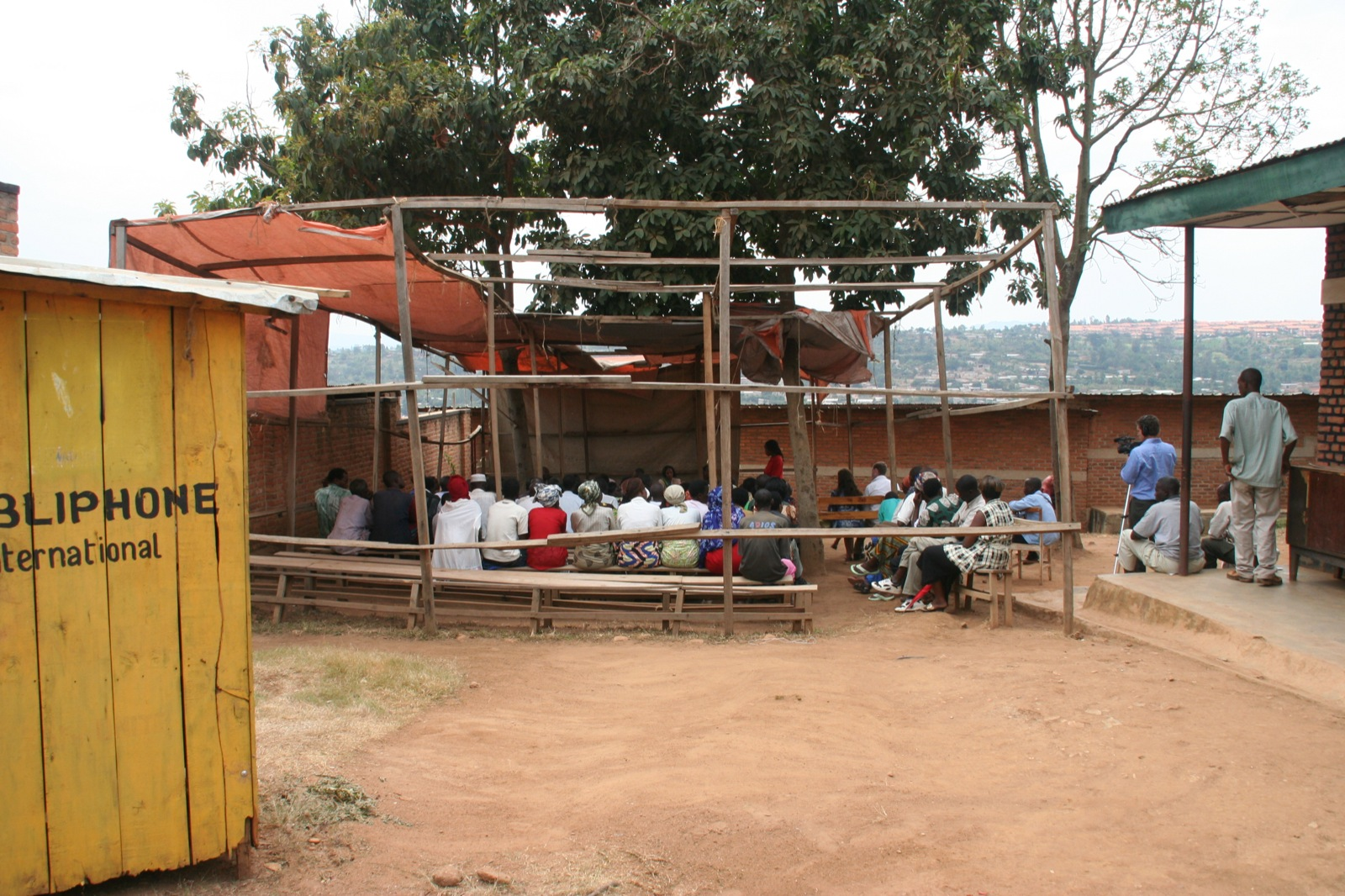
Tribunal gacaca après le génocide des Tutsis au Rwanda

Selon le spécialiste de philosophie morale Nicholas Wolterstorff, la dignité des personnes ayant été niée durant la guerre, la justice après un conflit a pour mission principale la « ré-humanisation de l'autre » ou « la restauration de la valeur morale des ennemis ».
La justice transitionnelle est une « justice de transition » dans l'après-guerre. Elle comprend des jugements relatifs aux violences récemment commises : « des procédures pour crimes de guerre, des amnisties pour les anciens combattants, des mesures de justice réparatrice (comme le système gacaca après le génocide au Rwanda) pour réhabiliter des victimes ». Elle comprend aussi une action plus vaste de réforme des lois. Enfin, elle s'occupe plus largement du travail de mémoire et de l'apaisement de la relation avec le passé.
Les défis qui se posent à une société d'après-guerre sont, dans le domaine de la justice, particulièrement ardus. Le rétablissement de la paix impose quelquefois des compromis tels que l'intégration dans le jeu politique d'anciens criminels de guerre. Mais ces mêmes acteurs font obstacle à une consolidation de la paix qui menacerait leurs intérêts, en particulier à l'établissement d'une justice impartiale.

## Renforcement de l'État
Le sociologue John D. Brewer considère le renforcement de l'État comme crucial pour la réussite du processus de paix. L'analyse d'exemples de pays qui ont échoué à restaurer leur stabilité suggère que la faiblesse de l'État aurait conduit à un maintien des anciens clivages et des rapports de domination entre groupes. Selon Roland Paris, spécialiste de sécurité internationale, auteur de nombreux ouvrages sur la consolidation de la paix, ces échecs seraient imputables à un « modèle libéral de paix ». R. Paris préconise « l'institutionnalisation avant la libéralisation », qui suppose de retarder si nécessaire la tenue d'élections, tant que les institutions ne sont pas suffisamment solides, et que les anciens groupes armés font peser une menace sur le pays. Ainsi le retour de la paix suppose « la construction d'institutions étatiques efficaces, le développement de systèmes électoraux qui récompensent la modération, la promotion des structures et des groupes de la société civile, des mécanismes de contrôle du « discours de haine » dans le discours public, en particulier dans les médias, et la mise en place d'une économie viable ».

## Aide internationale post-conflit
- Projets de la Commission de consolidation de la paix (Peacebuilding Commission) et du Fonds des Nations unies pour la consolidation de la paix, United Nations Peacebuilding Fund (en), 2012[5]
- Projets du Fonds des Nations unies pour la consolidation de la paix, United Nations Peacebuilding Fund (en), 2012
[6]

Projets de la Commission de consolidation de la paix (Peacebuilding Commission) et du Fonds des Nations unies pour la consolidation de la paix, United Nations Peacebuilding Fund, 2012
Projets du Fonds des Nations unies pour la consolidation de la paix, United Nations Peacebuilding Fund, 2012

Les mesures suivantes sont généralement préconisées par les Nations unies, les ONG internationales et les gouvernements afin de consolider la paix : « le désarmement, la démobilisation et la réintégration des combattants, le déminage, la reconstruction des Infrastructures, les réformes économiques et le relèvement, le retour des réfugiés, l'organisation d'élections, les processus de justice transitionnelle, la protection des droits de l'homme et la mise en place d'institutions étatiques légitimes ». 
Le processus de reconstruction d'une paix durable est appelé dans le langage des institutions internationales peace-building.
Les interventions internationales post-conflit, longtemps considérées comme « une technique neutre », qui aide les sociétés post-conflit à devenir pacifiques, démocratiques, prospères, ont fait l'objet de nombreuses critiques ; aussi les études sur les situations post-conflit ont connu un « tournant local », qui promeut une participation beaucoup plus active des acteurs locaux. Selon le géographe Amaël Cattaruzza, en pratique, l'afflux massif de fonds d'aide peut provoquer des conséquences incontrôlables : corruption post-conflit ; inégalités territoriales, les villes étant souvent plus favorisées par les programmes d'aide que les régions rurales, de même que les zones les plus faciles d'accès par rapport aux territoires plus isolés ; inflation, spéculation foncière. Les aides internationales peuvent renforcer des rapports de domination issus de la guerre, ou en créer de nouveaux.
L'« ingénierie » de la consolidation de la paix inclut souvent la libéralisation de l'économie, tandis que la lutte contre les inégalités est absente des préoccupations des organisations internationales. Une étude menée par Langer et al. portant sur sept pays en situation post-conflit montre que la réduction des inégalités y avait été «annulée par de nouvelles formes d'inégalités qui découlent des réformes néolibérales et de l'intégration économique mondiale»,. Plusieurs spécialistes, tels Jonas Lindberg,Arnim Langer, Philippe Le Billon soutiennent que les inégalités alimentent la méfiance à l'égard des institutions politiques, aggravent la corruption et que «la consolidation de la paix après un conflit doit impliquer une lutte contre les inégalités»,.
Les interventions post-conflit sont standardisées par les Nations unies, alors que chaque pays a un rythme propre de reconstruction.
Néanmoins, selon la politologue Charlotte Fiedler,« les sociétés post-conflit qui reçoivent beaucoup plus d'aide internationale connaissent moins de récidives de guerre civile ».